# Sempiternal
| Совокупная оценка | Совокупная оценка |
| Источник          | Оценка            |
| ----------------- | ----------------- |
| Metacritic        | (81/100)          |
| Оценки критиков   |                   |
| Источник          | Оценка            |
| AbsolutePunk      | (80%)             |
| Allmusic          | [ 9 ]             |
| BBC               | (+)               |
| The Guardian      | [ 11 ]            |
| NME               | (8/10)            |
| musicOMH          | [ 13 ]            |
| Shields Gazette   | (7/10)            |
| Sputnikmusic      | (4/5)             |
| Metal Hammer      | (9/10)            |

Sempiternal (с англ. — «Вечный») — четвёртый студийный альбом британской рок-группы Bring Me the Horizon, вышедший в 2013 году.

## Создание альбома
В 2011 году Bring Me the Horizon закончили тур в поддержку своего предыдущего альбома There Is a Hell, Believe Me I’ve Seen It. There Is a Heaven, Let’s Keep It a Secret. Позже группа задумала выпустить мини-альбом, состоящий из ремиксованных композиций There Is a Hell…. Вся работа производилась под руководством британского продюсера Джеймса Дрейпера. Релиз был запланирован примерно на январь 2012 года, но из-за разногласий с лейблом группы Visible Noise был отменён. В июле того же года было объявлено, что группа будет выпускать свой четвёртый альбом на RCA Records.
Разорвав отношения с Visible Noise, группа хотела подписать контракт с крупной звукозаписывающей компанией, так как у независимого лейбла не хватало ресурсов для раскрутки альбома и развития группы. К примеру, когда фронтмен Оливер Сайкс и его брат Том хотели выпустить документальный фильм о закулисье тура Bring Me Horizon под названием «Lads On Tour», этого не произошло из-за нехватки средств у лейбла Visible Noise. В свою очередь, RCA Records оказали Bring Me the Horizon всемерную поддержку, подкрепив подписание контракта с группой заявлением, что «подписать вас было так же важно, как и подписать Metallica».

## Выпуск альбома
Альбом вышел 1 апреля 2013 года на лейбле RCA компании Sony Music Entertainment. 2 апреля альбом был выпущен в США и Канаде на лейбле Epitaph Records. В записи альбома впервые принял участие клавишник Джордан Фиш, заменивший гитариста Джону Вайнхофена, покинувшего группу из-за разногласия с некоторыми участниками.
Альбом записан под влиянием электронной музыки, эмбиента, поп-музыки, а также ню-метала. Это первый альбом, в котором Оливер Сайкс использует полноценный чистый вокал. Название «Sempiternal» является устаревшим английским словом, обозначающим вечную жизнь, которая никогда не закончится, произошедшим от латинского sempiternus. На обложке альбома изображена геометрическая фигура «Цветок жизни».
В поддержку альбома было выпущено четыре сингла: «Shadow Moses», «Sleepwalking», «Can You Feel My Heart» и «Go To Hell, For Heavens Sake». Альбом дебютировал на третьем месте в чарте альбомов Великобритании и возглавил ARIA Charts в Австралии. За первую неделю продаж Sempiternal сумел достичь одиннадцатой строчки в чарте Billboard 200, что сделало его на тот момент самым успешным альбомом группы в американских чартах.

## Список композиций
| №                   | Название                       | Длительность |
| ------------------- | ------------------------------ | ------------ |
| 1.                  | «Can You Feel My Heart»        | 3:47         |
| 2.                  | «The House of Wolves»          | 3:25         |
| 3.                  | «Empire (Let Them Sing)»       | 3:45         |
| 4.                  | «Sleepwalking»                 | 3:50         |
| 5.                  | «Go To Hell, For Heavens Sake» | 4:02         |
| 6.                  | «Shadow Moses»                 | 4:03         |
| 7.                  | «And the Snakes Start to Sing» | 5:01         |
| 8.                  | «Seen It All Before»           | 4:07         |
| 9.                  | «Antivist»                     | 3:13         |
| 10.                 | «Crooked Young»                | 3:34         |
| 11.                 | «Hospital for Souls»           | 6:44         |
| Общая длительность: | Общая длительность:            | 44:11        |

| №  | Название                                | Длительность |
| -- | --------------------------------------- | ------------ |
| 1. | «Join the Club»                         | 3:06         |
| 2. | «Chasing Rainbows»                      | 4:00         |
| 3. | «Deathbeds» (при участии Ханны Сноудон) | 4:57         |

| №   | Название                                 | Длительность |
| --- | ---------------------------------------- | ------------ |
| 12. | «Join the Club»                          | 3:06         |
| 13. | «Deathbeds» (при участии Ханны Сноудон)  | 4:57         |
| 14. | «Sleepwalking» (инструментальная версия) | 3:50         |

| №   | Название                                                | Длительность |
| --- | ------------------------------------------------------- | ------------ |
| 12. | «Join the Club»                                         | 3:06         |
| 13. | «Chasing Rainbows» (US iTunes deluxe edition exclusive) | 4:00         |
| 14. | «Deathbeds» (при участии Ханны Сноудон)                 | 4:57         |

## Участники записи
Bring Me the Horizon
- Оливер Сайкс — вокал, программирование, ритм-гитара
- Ли Малиа — гитары
- Мэтт Кин — бас-гитара
- Мэтт Николс — ударные, перкуссия
- Джордан Фиш — клавишные, программирование, семплы, перкуссия, бэк-вокал

Производство
- Терри Дейт — производство
- Дэвид Бендет — микширование
- Тед Дженсен — мастеринг

Гостевые музыканты
- Capital Voices — хоровой вокал (треки 1, 6 и 10)
- Крис Клад — скрипка (треки 6 и 10)
- Дермот Крехан — скрипка (треки 6 и 10)
- Фредди Огуст — скрипка (треки 6 и 10)
- Питер Хэнсон — скрипка (треки 6 и 10)
- Алекс Баланеску — скрипка (треки 6 и 10)
- Саймон Фишер — скрипка (треки 6 и 10)
- Манон Дерома — скрипка (треки 6 и 10)
- Вирджиния Слейтер — альт (треки 6 и 10)
- Кэти Уилкинсон — альт (треки 6 и 10)
- Тим Грант — альт (треки 6 и 10)
- Мартин Лавдэй — виолончель (треки 6 и 10)
- Викки Мэтьюз — виолончель (треки 6 и 10)
- Энди Сайкер — вокальные партии (треки 2-7, 9 и 11)
- Эд Фенвик — вокальные партии (треки 2-7, 9 и 11)
- Кэтрин Парротт — вокальные партии (треки 2-7, 9 и 11)
- Майк Плевс — вокальные партии (треки 2-7, 9 и 11)
- Сара Льюин — вокальные партии (треки 2-7, 9 и 11)
- Неста Риксон — вокальные партии (треки 2-7, 9 и 11)
- Мара Риксон — вокальные партии (треки 2-7, 9 и 11)
- Рис Койн — вокальные партии (треки 2-7, 9 и 11)
- Лука Спайби — вокальные партии (треки 2-7, 9 и 11)
- Дэйв Холланд — вокальные партии (треки 2-7, 9 и 11)
- Эмма Тейлор — вокальные партии (треки 2-7, 9 и 11)
- Дженни Миллард — вокальные партии (треки 2-7, 9 и 11)
- Язмин Беккетт — вокальные партии (треки 2-7, 9 и 11)
- Джек Беахуст — вокальные партии (треки 2-7, 9 и 11)
- Глен Браун — вокальные партии (треки 2-7, 9 и 11)
- Деми Скотт — вокальные партии (треки 2-7, 9 и 11)
- Джулия Бомонт — вокальные партии (треки 2-7, 9 и 11)
- Хлоя Меллорс — вокальные партии (треки 2-7, 9 и 11)
- Дженис Николс — вокальные партии (треки 2-7, 9 и 11)
- Дэмиен Беннетт — вокальные партии (треки 2-7, 9 и 11)
- Ричард Николлс — вокальные партии (треки 2-7, 9 и 11)
- Кори Лири — вокальные партии (треки 2-7, 9 и 11)
- Том Сайкс — вокальные партии (треки 2-7, 9 и 11)
- Брендан Дуни — вокальные партии (треки 2-7, 9 и 11)
- Крис Стоукс — вокальные партии (треки 2-7, 9 и 11)
- Джонатон Шоу — вокальные партии (треки 2-7, 9 и 11)
- Сэм Хадсон — вокальные партии (треки 2-7, 9 и 11)
- Джейд Хиггинс — вокальные партии (треки 2-7, 9 и 11)
- Бригитта Метаксас — вокальные партии (треки 2-7, 9 и 11)
- Иэн Сайкс — вокальные партии (треки 2-7, 9 и 11)
- Кэрол Сайкс — вокальные партии (треки 2-7, 9 и 11)
- Дэниел Стоукс — вокальные партии (треки 2-7, 9 и 11)
- Джек Джонс — вокальные партии (треки 2-7, 9 и 11)
- Джордан Радж — вокальные партии (треки 2-7, 9 и 11)
- Джейк О’Нил — вокальные партии (треки 2-7, 9 и 11)
- Брэд Вуд — вокальные партии (треки 2-7, 9 и 11)
- Алекс Фишер — вокальные партии (треки 2-7, 9 и 11)
- Сюзанна Малиа — вокальные партии (треки 2-7, 9 и 11)
- Дэйв Малиа — вокальные партии (треки 2-7, 9 и 11)
- Гилл Малиа — вокальные партии (треки 2-7, 9 и 11)
- Ян Миддлтон — вокальные партии (треки 2-7, 9 и 11)
- Клейс и Пер Стрёнберг из Immanu El — дополнительный вокал (треки 4, 6, 7, 8 и 11)
- Ханна Сноудон — гостевой вокал на «Deathbeds»

## Комментарии
1. ↑  В 2015 году альбом That's The Spirit поднялся ещё выше, достигнув второго места в Billboard 200